# 1122 Neith
Az 1122 Neith (ideiglenes jelöléssel 1928 SB) a Naprendszer kisbolygóövében található aszteroida. Eugène Joseph Delporte fedezte fel 1928. szeptember 17-én, Uccleben.